# アレクセイ・ポリワノフ

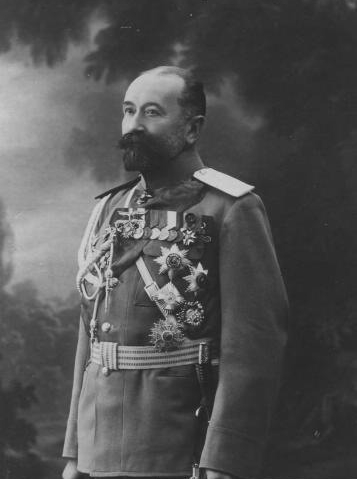
アレクセイ・ポリワノフ

アレクセイ・アンドレーヴィッチ・ポリワノフ（ロシア語: Алексе́й Андре́евич Полива́нов、1855年3月4日 - 1920年9月25日）は、ロシア帝国の軍人、政治家。歩兵大将。ロシア帝国軍では、参謀総長、軍事大臣を務めた。

## 経歴
コストロム県の貴族出身。

### 軍歴
- 1874年 - ニコライ工兵学校卒業。第2工兵大隊に配属
- 1875年 - 近衛擲弾兵連隊に異動
- 1877年～1878年 - 露土戦争に従軍し、重傷を負う。「勇敢さに対する」の署名つきの四等聖アンナ勲章と三等聖スタニスラフ勲章を受章。
- 1880年 - ニコライ工兵アカデミーを卒業し、原隊復帰。
- 1888年 - ニコライ参謀本部アカデミー（ロシア語版、英語版）卒業。11月からキエフ軍管区本部先任副官
- 1890年8月 - 参謀本部軍事登録委員会事務局初級事務官
- 1893年5月 - 参謀本部軍事登録委員会事務局上級事務官
- 1894年1月 - 参謀本部の班長
- 1894年4月 - 「軍事選集」（Военный сборник）誌と「ロシアの廃兵」（Рус. инвалид）紙の編集補佐、8月から編集長
- 1904年11月 - 要塞総委員会常任委員兼総務管理官
- 1905年1月 - 参謀本部第2補給総監
- 1905年6月 - 参謀総長代行（1906年4月に承認）
- 1906年4月 - 軍事大臣補佐官

軍事大臣補佐官時、議会における軍事省の代表を務め、国会国防委員会委員と接近し、法案通過を容易にした。1912年1月1日から国家評議会議員を兼任。「左翼主義的傾向」（ロシア語: левизна）で批判され、ウラジーミル・スホムリノフ将軍の策動により、1912年4月24日に大臣補佐官を解任される。その後、アレクサンドル・ミハイロヴィッチ大公に接近し、空軍への寄付金集めを引き受けた。

### 軍事大臣
第一次世界大戦勃発時、アレクセイ・ニコラエヴィッチ皇太子の負傷兵後送業務に参加した。この間、補給問題等で軍事省は社会の不満を引き起こし、スホムリノフ大臣は更迭された。ニコライ・ニコラエヴィチ大公の支持により、1915年6月13日、ポリワノフが軍事大臣代行に任命された。1915年9月10日、正式に軍事大臣となると同時に、国防特別審議会の議長を務めた。イワン・ゴレムイキン内閣では、進歩派ブロックとの協力の支持者であり、首相候補とも考えられた。
軍事大臣としては、補給の改善に取り組み、広範な社会層を軍事生産に振り向けようと試みた。ポリワノフの軍事生産の改革の結果、1916年の生産量は前年と比較して、小銃は約2倍、機関銃は4倍、弾薬は70％、火砲は2倍、砲弾は3倍以上増大した。1916年3月15日、大臣を解任。

### ロシア革命
二月革命後、アレクサンドル・グチコフは、ポリワノフを民主制に基づく軍再編特別委員会と武官生活改善委員会の委員長に任命した。十月革命後、暫くの間、仕事から離れた。1918年7月末、チェーカーにより逮捕されたが、間もなく釈放された。
1920年、赤軍に入隊し、ポーランド・ソビエト戦争時、労農赤軍総司令部附属特別会議議員となった。ポーランドとの和平交渉のため、軍事専門家としてソビエト代表団団員に任命されリガに向かったが、チフスのため死亡した。